# Agberk
Agberk (Armeens: Աղբերք; Azerbeidzjaans: Ağbulaq) is een plaats in Armenië. Deze plaats ligt in de marzer (provincie) Gecharkoenik. Deze plaats ligt 75 kilometer hemelsbreed, maar 110 kilometer over de weg, van Jerevan (de hoofdstad van Armenië) af.